# Diastatops emilia
Diastatops emilia is een libellensoort uit de familie van de korenbouten (Libellulidae), onderorde echte libellen (Anisoptera).
De wetenschappelijke naam Diastatops emilia is voor het eerst geldig gepubliceerd in 1940 door Montgomery.